# Protest the Hero
Protest the Hero (abreviado comúnmente como PTH o simplemente Protest) es una banda canadiense de metal progresivo, post-hardcore y mathcore, formada en 1999 bajo el nombre Happy Go Lucky. Su primer trabajo como Protest the Hero (nombre que se pusieron un poco antes de lanzar ese álbum) fue A Calculated Use of Sound EP (2003) (antes de ese EP hay registrado un vinilo llamado "Search for the Truth (7")" el que contenía dos canciones llamadas "Silent Genocide" y "Is Anybody There?"), en la página Formspring se dijo que este vinilo fue hecho cuando ellos tenían 13 años, luego realizaron su primer álbum Kezia (2005) bajo el sello Underground Operations. El 23 de enero de 2006 la banda oficialmente firmó con Vagrant Records para la publicación de Kezia en los Estados Unidos. Kezia fue lanzado en US el 4 de abril de 2006.

## Género
Empezaron como un grupo de Punk-rock con tendencias al post hardcore, influenciados por bandas como Propagandhi. Su EP A Calculated Use of Sound los definió como hardcore punk. Su trabajo en el disco "Kezia" es más difícil de calificar ya que en este álbum entran varios elementos de metalcore, definiéndose más hacia el mathcore, con diversos recursos técnicos.
Más tarde, en 2008, se consolidan en este estilo con su disco Fortress, con el cual empiezan a tener más salida a nivel internacional, destacando el sencillo Bloodmeat y Sequoia Throne. Dicho disco es un paso adelante, al mismo tiempo, en el uso de recursos técnicos en los instrumentos, así como en la parte vocal, donde Rody Walker muestra sus grandes dotes en este apartado, alcanzando una variedad amplia de registros.
Su tercer disco, Scurrilous, lanzado en el 2011, es calificado por muchos como el mejor, llegando incluso a salir en la lista de mejores discos del año de la página web oficial del prestigioso batería Mike Portnoy. Junto con el disco lanzan un videoclip del sencillo C'est la Vie, el cual da comienzo al LP como primer tema. Más tarde, en el mismo año, sacan el segundo videoclip del tema Hair Trigger, donde colabora en el apartado vocal Jadea Kelly (cantante canadiense).

## Integrantes

### Miembros actuales
- Rody Walker – voz (2001-presente)

- Luke Hoskin - guitarra, piano, coros (2001-presente)

- Tim Millar - guitarra rítmica, piano, coros (2001-presente)

- Mike Ieradi - batería (2013-presente)

- Cam McLellan - bajo (2013, 2014–Presente)

### Miembros anteriores
- Moe Carlson - batería (2001-2013)

- Arif Mirabdolbaghi - bajo, coros (2001-2014)

## Discografía

### Álbumes de estudio
- Kezia (2005)
- Fortress (2008)
- Scurrilous (2011)
- Volition (2013)
- Pacific Myth (2016)
- Palimpsest (2020)

### EP
- Search for the Truth 7" (2002)
- A Calculated Use of Sound EP (2003)

### Álbumes en vivo
- Gallop Meets the Earth (2009)

## Videografía
| #  | Título                      | Director                       | Álbum                        | Año  |
| -- | --------------------------- | ------------------------------ | ---------------------------- | ---- |
| 1  | "These Colours Don't Run"   | Marc Ricciardelli              | A Calculated Use of Sound EP | 2004 |
| 2  | "Blindfolds Aside"          | Marc Ricciardelli              | Kezia                        | 2005 |
| 3  | "Heretics and Killers"      | Marc Ricciardelli              | Kezia                        | 2006 |
| 4  | "The Divine Suicide of K"   | Colin Minihan                  | Kezia                        | 2007 |
| 5  | "Bloodmeat"                 | Marc Andre Debruyne            | Fortress                     | 2008 |
| 6  | "Sequoia Throne"            | Marc Andre Debruyne            | Fortress                     | 2008 |
| 7  | "Palms Read"                | Sean Michael Turrell           | Fortress                     | 2008 |
| 8  | "Spoils"                    | Sean Michael Turrell           | Fortress                     | 2009 |
| 9  | "Limb From Limb"            | Marc Andre Debruyne            | Fortress                     | 2009 |
| 10 | "C'est la Vie"              | Marc Andre Debruyne            | Scurrilous                   | 2011 |
| 11 | "Hair-Trigger"              | Marc Ricciardelli              | Scurrilous                   | 2011 |
| 12 | "Clarity"                   | Kenneth Wilcox & Todd Hennessy | Volition                     | 2013 |
| 13 | "Underbite"                 | Marc Ricciardelli              | Volition                     | 2013 |
| 14 | "Tilting Against Windmills" |                                | Volition                     | 2014 |
| 15 | "Mist"                      | Marc Ricciardelli              | Volition                     | 2014 |

## Apariciones en videojuegos
| Canción            | Juego                           | Año   |
| ------------------ | ------------------------------- | ----- |
| "Divinity Within"  | NHL 07                          | 2006  |
| "Bury The Hatchet" | Guitar Hero II (as DLC)         | 2007¹ |
| "Goddess Gagged"   | NHL 2K9                         | 2008  |
| "The Dissentience" | NHL 09                          | 2008  |
| "Bloodmeat"        | Guitar Hero World Tour (as DLC) | 2009² |
| "Limb From Limb"   | Guitar Hero for iPhone          | 2010  |

- ¹ Guitar Hero II fue lanzado en 2006, pero la canción no fue lanzada como DLC hasta 2007.
- ² Guitar Hero World Tour fue lanzado en 2008, pero la canción no fue lanzada como DLC hasta 2009.